# أوتيس ولز جونسون
أوتيس ولز جونسون (بالإنجليزية: Otis Wells Johnson)‏ هو سياسي أمريكي، ولد في 12 مارس 1855 في ساوغاتوك في الولايات المتحدة، وتوفي في 27 سبتمبر 1926. حزبياً، نشط في الحزب الجمهوري. وقد انتخب عضو مجلس ولاية ويسكونسن.